# О’Киф, Джонни
Джон Майкл О’Киф (англ. John Michael O’Keefe; 19 января 1935 года, Сидней, Австралия — 6 октября 1978 года, там же), более известный как Джонни О’Киф (Johnny O’Keefe) — австралийский певец, которого относят к числу пионеров рок-н-ролла. Музыкальная карьера О’Кифа, которого часто называли «JOK» (по инициалам) и «Бешеный» («The Wild One») — началась весной 1953 года. О’Киф, считается величайшей австралийской звездой рок-н-ролла; он стал первым местным исполнителем этого жанра, который провел турне по США и вошёл в американский хит-парад.

## Карьера
Свои первые и лучшие вещи О’Киф записал с группой The Dee Jays, куда входили также Дэйв Оуэн (саксофон), Джон Болкинс (саксофон), Кевин Нортон (гитара) и Джонни Персер (ударные). В 1960—1963 годах на вершину австралийского хит-парада выходили его синглы: «She’s My Baby», «Don’t You Know», «I’m Counting On You», "Sing (And Tell The Blues So Long)"и «Move Baby Move». За двадцать лет в музыкальном бизнесе он выпустил более 50 синглов, столько же EP и около 100 альбомов. Достижения О’Кифа в австралийских чартах остаются непревзойденными: 29 его хитов вошли в Top 40 в период с 1959 по 1974 годы.
Джонни O’Киф скончался 6 октября 1978 года в больнице в от сердечного приступа, который, как стало ясно, был вызван лекарственной передозировкой (в последние годы он страдал от депрессии). После смерти музыканта его слава продолжала расти. В 1982 году вышла первая биография О’Кифа, за которой последовали многие другие: самыми известными остаются «The Wild One» (Дэмьен Джонстон) и «Johnny O’Keefe — The Facts» (Лонни Ди, 2008). Большой успех имел биографический телесериал англ. Shout! The Story of Johnny O'Keefe, снятый в 1986 году компанией Seven Network в рамках проекта сценариста Роберта Касвелла.
В 1987 году один из почитателей «Дикаря» Игги Поп записал кавер-версию песни «Wild One» под новым заголовком «Real Wild Child», включив её в альбом Blah Blah Blah и выпустив синглом. В 1988 году Джонни О’Киф был посмертно введен в ARIA Hall of Fame. В 1994 году сиднейский музей Powerhouse в знак признания заслуг О’Кифа перед национальной культурой грандиозную выставку, посвященную австралийской рок- и поп- музыке, назвал в его честь, Real Wild Child.
В 1998 году австралийское почтовое ведомство выпустило серию марок, посвященных раннему рок-н-роллу: Джонни О’Киф был изображен на первой из них.

## Дискография

### Хит-синглы
- «Wild One»
- «She’s My Baby»
- «Shout»
- «She Wears My Ring»
- «Move Baby Move» / «You’ll Never Cherish A Love So True»
- «Don’t You Know»
- «Why Do They Doubt Our Love»
- «Come On And Take My Hand»
- «Sing, Sing, Sing»
- «So Tough»
- «Ready For You»
- «Mocking Bird»
- «I’m Counting on you»
- «It’s too late»
- «Just a closer walk with Thee»
- «Mountain of Love»
- «Ooh Poo Pah Doo»
- «Right now»
- «Save the last dance for me»
- «Rock time»
- «Six O’clock Rock»
- «Since I met you baby»

### Альбомы (избранное)
- Last Concert (live, 1998), Canetoad
- Wild One (Festival/ Mushroom, 2000)
- Rockin With Johnny O’Keefe & the Dee Jays (Festival, 2000)[5]